# Wolfgang Kirsten
Wolfgang Johannes Kirsten, född 16 mars 1915 i Neapel Italien, död 23 januari 2006 i Gottsunda församling, Uppsala län, var en tysk-svensk forskare inom analytisk kemi som framför allt var verksam inom mikroelementaranalys.
Wolfgang Kirsten föddes i Neapel, växte upp i Chemnitz och studerade därefter fysik och matematik vid universitetet i Leipzig. Kirsten kom till Sverige 1938 för att studera vidare i Uppsala, men kom istället att bli jordbruksarbetare för att få försörjning, och stannade därefter som flykting i Sverige för att undgå att inkallas till militärtjänstgöring i andra världskriget i Nazityskland. Uppsala studentkår hjälpte till att hålla Kirsten gömd i Hälsingland.
Efter andra världskriget fick Kirsten anställning vid Uppsala universitet som laboratorieassistent i medicinsk kemi. Arbetsuppgifterna låg inom mikroanalys, kemisk analys av små mängder, vilket var ett nytt område för Kirsten. Han kom att utveckla ny analysapparatur och analysmetodik, tog successivt steget från assistent till egen forskning. 1961 disputerade han på en doktorsavhandling med titeln Studies in quantitative organic microanalysis och blev docent vid medicinska fakulteten i Uppsala. På 1960-talet växlade han över till Lantbrukshögskolan, där analytisk kemi kom att bli ett mer relevant ämne i takt med att miljöfrågorna fick en ökad uppmärksamhet. 1979–1980 var Kirsten professor i lantbrukskemi vid Sveriges lantbruksuniversitet, som Lantbrukshögskolan då hade uppgått i.
Kirsten var en internationellt väletablerad forskare inom mikroelementaranalys och utsågs bland annat till hedersdoktor vid Cambridge University.